# Se souvenir d'une ville
Pour plus de détails, voir Fiche technique et Distribution.
Se souvenir d'une ville est un film franco-suisse réalisé par Jean-Gabriel Périot et sorti en 2023.

## Synopsis
Des images d'archives du siège de Sarajevo montrent le quotidien des habitants entre les bombes et les moments de répit.

## Fiche technique
- Titre : Se souvenir d'une ville
- Réalisation : Jean-Gabriel Périot
- Scénario : Jean-Gabriel Périot
- Photographie : Augustin Losserand, Denis Gravouil, Amine Berrada, Amel Djikoli
- Son : Henri Maïkoff, Xavier Thibault et Laure Arto
- Montage : Jean-Gabriel Périot
- Production : Alter Ego Production
- Pays de production :  Suisse -  France
- Genre : Documentaire
- Durée : 109 minutes
- Dates de sortie : France - juillet 2023 (Festival La Rochelle Cinéma) ; 13 novembre 2024 (sortie nationale)

## Sélections
- Festival international du film de Karlovy Vary 2023[1]
- Festival international du film de La Rochelle 2023[2]
- Cinéma du réel 2024[2]